# Ischgl Challenger 2003
L'Ischgl Challenger 2003 è stato un torneo di tennis facente parte della categoria ATP Challenger Series nell'ambito dell'ATP Challenger Series 2003. Il torneo si è giocato a Ischgl in Austria dal 1 al 6 dicembre 2003 su campi in sintetico indoor.

## Vincitori

### Singolare
Joachim Johansson ha battuto in finale  Daniele Bracciali con il punteggio di 7–5, 6–3

### Doppio
Julian Knowle /  Alexander Peya hanno battuto in finale  Gianluca Bazzica /  Massimo Dell'Acqua con il punteggio di 6–2, 6–3